# Slokhatt

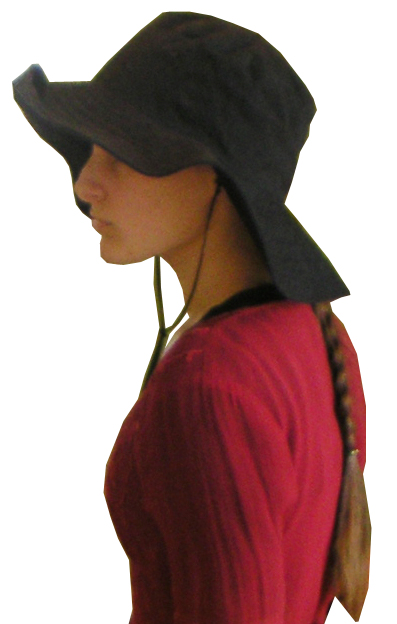
Slokhatt

Slokhatt är en typ av hatt med ett vitt och ofta slokande brätte, ofta gjord av filttyg. Kullen kan ha många olika former. Dess syfte är främst att fungera som ett skyddsplagg mot sol och regn. 

## Varianter
Det finns ett otal olika varianter och typer av slokhatten. Den associeras dock ofta med det amerikanska inbördeskriget och har även kommit att symbolisera Australiens armé. Den australiensiska slokhatten, som egentligen inte härstammar från Australien, har en sida (eller båda) av brättet uppsatt, till exempel med hjälp av en nål. 

## Slokhattar i litteraturen
Sidhatt är ett binamn på den nordiska guden Oden och detta namn antyder att han ibland bär just slokhatt. En annan känd litterär figur ofta iklädd slokhatt är Gandalf från Sagan om ringen, och liknande koniska slokhattar är en modern populärkulturell kliché för trollkarlar och häxor. Ytterligare en välkänd figur iförd slokhatt är Snusmumriken, som är en figur i berättelserna om mumintrollen.